# Der Abschied (Buchheim)
Der Abschied ist ein Roman von Lothar-Günther Buchheim, der im Jahr 2000 veröffentlicht wurde. Er ist der dritte Teil der Trilogie, die mit Das Boot 1973 begann und 1995 mit Die Festung fortgesetzt wurde.

## Inhalt

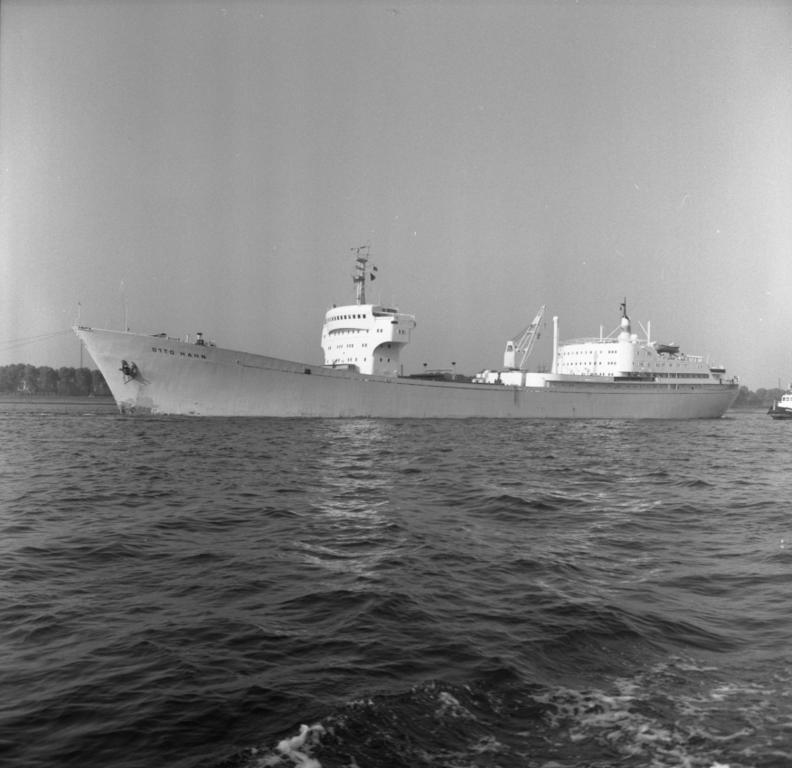
Die NS Otto Hahn (NS steht für Nuklearschiff)

Im Jahre 1978 schifft sich der ehemalige Marinemaler und Kriegsberichterstatter Lothar-Günther Buchheim für eine Fahrt von Rotterdam nach Durban auf dem einzigen deutschen Atomschiff Otto Hahn ein, das von Heinrich Lehmann-Willenbrock, dem ehemaligen Kommandanten von U 96 und engen Vertrauten Buchheims, kommandiert wird.
Das Buch ist gewissermaßen der Reisebericht einer „Sentimental journey“: Auf der Fahrt unterhalten sich Buchheim und Lehmann-Willenbrock nahezu allabendlich über Ereignisse und Fragen, die die Handlung von Die Festung aufgeworfen hat. So wird zum Beispiel die Geschichte um den Verbleib von Buchheims damaliger französischer Freundin und späteren Ehefrau Simone (mit richtigem Namen Gwen Militon) geklärt, welche in Die Festung wegen angeblicher Spionage vom SD verhaftet worden war und über deren Verbleib kein Aufschluss gegeben wurde. Die in den vorangegangenen Büchern aufgestellte Frage, ob sie sich wirklich bei der Résistance engagiert hatte, bleibt jedoch ungeklärt.
Im Laufe der Fahrt werden viele weitere Fragen dieser Art geklärt und somit die Vergangenheit von Buchheim und dem „Alten“ aufgearbeitet, aber es wird auch durch die Abneigung der beiden gegenüber dem „Schlendrian“ an Bord und der Bürokratie an Land eine düstere Bestandsaufnahme der Gegenwart gemacht. Der Leser erlebt somit deutlich, dass die „Gute alte Zeit“ der Seefahrt vorbei ist und diese beiden Relikte aus vergangenen Tagen wissen auch um ihre Überholtheit.
Eingerahmt wird auch hier wieder die Handlung in die Erklärung von Marinetechnik: War es in den ersten beiden Teilen noch die Technik von deutschen U-Booten, so vermittelt Buchheim in Der Abschied die komplexe Technik der Otto Hahn in leicht verständlicher Art und Weise. Dabei stellt er die Wirtschaftlichkeit der Nukleartechnik für die zivile Frachtschifffahrt infrage.
Die Freundschaft zwischen Buchheim und Lehmann-Willenbrock zerbrach im Jahre 1986, nachdem Letzterer sich in einem Interview nach Buchheims Ansicht zu positiv über die deutschen U-Boot-Fahrer geäußert hatte. Kurz darauf starb Lehmann-Willenbrock.